# Erik Lindwall
Erik Gustaf Lindvall, född 28 april 1890 i Katarina församling, död 26 juli 1969 i Kungsholms församling, var en svensk målare.
Han var från 1919 gift med Ester Johanna Maria Hoffsten. Lindwall studerade vid Tekniska skolan i Stockholm 1904-1907 och för Karl Nordström vid Konstnärsförbundets skola 1908 samt konstanatomi för Knut Kjellberg vid Konsthögskolan i Stockholm 1910-1911 och under studieresor till Nederländerna, Köpenhamn och Paris. Han medverkade i Konstnärsförbundets utställning på Liljevalchs konsthall 1916 och på Intimisternas utställning i Stockholm 1917. Separat ställde han ut på De ungas salong i Stockholm. Hans konst består av stilleben, porträtt och landskap.